# Pseudhammus rothschildi
Pseudhammus rothschildi là một loài bọ cánh cứng trong họ Cerambycidae.